# Homophileurus waldenfelsi
Homophileurus waldenfelsi är en skalbaggsart som beskrevs av S. Endrödi 1978. Homophileurus waldenfelsi ingår i släktet Homophileurus och familjen Dynastidae. Inga underarter finns listade i Catalogue of Life.